# Hałuzynci
Hałuzynci (ukr. Галузинці; hist. pol. Hałuzińce) – wieś na Ukrainie, w obwodzie chmielnickim, w rejonie chmielnickim, w hromadzie Derażnia. W 2001 roku liczyła 669 mieszkańców.
Pierwsza wzmianka o miejscowości pochodzi z 1493 roku. Powstała w wyniku przyłączania się chutorów w większą miejscowość. W okresie zaborów w powiecie latyczowskim gubernii podolskiej.
Gniazdo rodowe szlacheckiego rodu Hałuzińskich (vel Hołuzińskich). Wedle miejscowej legendy, protoplasta rodu – kozak Hałuza otrzymał tę ziemię od bogatego szlachcica, u którego miał zasługi za uratowanie córki. Przedstawione na herbie wsi  rumaki mają symbolizować trzy białe konie należące do trzech synów Hałuzy, spadkobierców osady. Najstarszy z nich – Łazar Hałuziński (Łazarz), otrzymał od króla Zygmunta Starego legitymację prawa własności wobec Hałuziniec. Hałuzińce pozostawały w rękach Hałuzińskich co najmniej do roku 1616, w którym przeprowadzona zostaje lustracja starostwa barskiego, stwierdzająca i dokładnie opisująca prawa rodziny do miasteczka. 